# 719 Albert
719 Albert este un asteroid Amor, cel de-al doilea cunoscut după 433 Eros.
Asteroidul a fost descoperit la Observatorul din Viena, de către astronomul Johann Palisa, la 3 octombrie 1911, dar apoi a fost pierdut din vedere. N-a mai fost regăsit decât în 2000, folosindu-se datele obținute de Spacewatch. 

## Numele asteroidului
A primit denumirea de 2000 JW8. În epocă, era ultimul asteroid «pierdut» (69230 Hermes nu a fost denumit decât în 2003). Apoi a primit numele Albert, în onoarea baronului Albert Freiherr von Rothschild, binefăcător al Observatorului din Viena.

## Caracteristici
Asteroidul prezintă o orbită caracterizată de o semiaxă majoră egală cu 2,6289978 u.a. și de o excentricitate de 0,5520365, înclinată cu 11,54890° față de ecliptică.